# Steven Kampfer
Steven "Steve" Kampfer, född 24 september 1988, är en amerikansk professionell ishockeyspelare som spelar för Boston Bruins i NHL.
Han har tidigare spelat på NHL-nivå för New York Rangers, Florida Panthers, Minnesota Wild och Boston Bruins och på lägre nivåer för Hartford Wolf Pack, San Antonio Rampage, Iowa Wild, Houston Aeros och Providence Bruins i AHL samt Michigan Spartans (University of Michigan) i NCAA och Sioux City Musketeers i USHL.
Kampfer draftades i fjärde rundan i 2007 års draft av Anaheim Ducks som 93:e spelare totalt.
Den 11 september 2018 blev han tradad till Boston Bruins tillsammans med ett val i fjärde rundan och ett villkorligt val i sjunde rundan i NHL-draften 2019, i utbyte mot Adam McQuaid.